# Теджан-Си, Банджа
Банджа Теджан-Си (англ. Banja Tejan-Sie; 7 августа 1917, Моямба, Южная провинция — 8 августа 2000, Англия) — политический и юридический деятель Сьерра-Леоне, один из основателей Народной партии Сьерра-Леоне.

## Биография
Родился в округе Моямба (в нынешней Южной провинции) в семье известного мусульманского священнослужителя и учителя из племени фульбе. Теджан-Си получил образование в школе Бо и в школе имени Принца Уэльского, а затем продолжил обучение в Лондонской школе экономики и политических науки и в Линкольнс-Инн, а в 1951 году занялся адвокатской деятельностью.
В 1951 году выставил свою кандидатуру и проиграл на парламентских выборах. Несмотря на это, был назначен одним из двух вице-президентов Народной партии в 1953 году. Однако в 1957 году, проиграв свои вторые парламентские выборы, Теджан-Си начал карьеру в судебной системе. В 1962 году был назначен на должность спикера палаты парламента генерал-губернатором Генри Джозией Лайтфутом Бостоном.
В 1967 году в стране произошёл военный переворот, правительство было свергнуто и создан Национальный совет реформирования. Теджан-Си был назначен на должность председателя Верховного суда, которую занимал до 1968 года. В том же году, когда гражданское правительство было восстановлено, он стал генерал-губернатором. В 1971 году, когда Сьерра-Леоне была объявлена республикой, Теджан-Си был вынужден бежать в Великобританию, где прожил всю оставшуюся жизнь, хотя в 1987 году посетил Сьерра-Леоне по приглашению президента Джозефа Сайду Момо.